# زند
عظم الزَّنْد (بالإنجليزية: Ulna)‏ هو أحد العظام الطويلة في البشر، وهو أحد عظمتين طوال داخل الساعد (العظمة الأخرى هي الكعبرة). وهي تمتد من المرفق إلى الرسغ موازية للكعبرة. في الوضع القياسي التشريحي، عندما يكون الساعد ممتدا لأسفل ويكون الكف متوجها للأمام، يكون الزند واقعا على الجهة الأقرب للجسم (الجهة الإنسية). قد ينكسر الزند حال الوزن الزائد أو الاصطدام الشديد.

## البنيان
عظمة الزند هي إحدى العظام الطويلة، توجد في الساعد وتمتد من الكوع حتى الرسغ من جهة البنصر، وتوجد في الجهة الإنسية من الساعد عندما تكون في الوضع التشريحي. وهي أكبر بالقرب من الكوع وتصغر شيئًا فشيئًا كلما اقتربت من الرسغ.
لعظمة الزند ناتئ عظمي بالقرب من الكوع، الناتئ المرفقي وهو تركيب يشبه الخطاف الذي يدخل في الحفرة الزجية للعضد. ويمنع هذا فرط التمدد ويكون الناتئ مفصلًا رزيًا مع البكرة العضدية. هناك أيضًا ثلمة كعبرية من أجل رأس الكعبرة وتوجد أحدوبة الزند كي ترتبط بها العضلات.
وتوجد زائدة إبرية للزند بالقرب من الرسغ.

### الطرف السفلي للزند

#### بالقرب من الكوع
لعظمة الزند ناتئان منحنيان بالقرب من الكوع، الناتئ المرفقي والناتئ الإكليلي؛ وتجويفان مقعران مفصليان هما الثلمة البكرية والثلمة الكعبرية.
الناتئ المرفقي هو بروز كبير سميك منحنٍ يوجد في الجزء العلوي الخلفي من عظمة الزند. وهو مثنيّ للأمام عند القمة فيكون بمثابة شفة بارزة تدخل في الحفرة الزجية أثناء تمدد الساعد، وقاعدته متقلصة حيث يتصل بالجسم والجزء الأضيق من الطرف العلوي للزند. سطحه الخلفي الموجه للوراء مثلث الشكل أملس موجود تحت الجلد ومغطى بجراب. وسطحه العلوي رباعي الأضلاع معلم من الخلف بطابع خشن نتيجة غرز العضلة ثلاثية الرءوس العضدية؛ ومُعلم من الأمام بالقرب من الحافة بتلم عرضي يتصل به جزء من الرباط الخلفي لمفصل الكوع. سطحه الأمامي أملس مقعر ويكون الجزء العلوي من الثلمة البكرية. تمثل حدود الناتئ استمرارًا للتلم الموجود على السطح العلوي؛ وفائدتها هي أنها محل اتصال الأربطة: فمن الناحية الإنسية يتصل الجزء الخلفي من الرباط الزندي الجانبي، ومن الناحية الوحشية يتصل الرباط الخلفي. ينشأ من الحد الإنسي جزء من العضلة المثنية الزندية للرسغ بينما يتصل بالحد الوحشي العضلة المرفقية.
الناتئ الإكليلي هو بروز مثلث الشكل يبرز للأمام من الجزء العلوي الأمامي لعظمة الزند. قاعدته متصلة بجسم العظمة وله قوة كبيرة. قمته مدببة منحنية للأعلى قليلًا وتستقر في الحفرة الإكليلانية للعضد عند الانثناء. سطحه العلوي أملس مقعر ويكون الجزء السفلي من الثلمة البكرية. سطحه السفلي الأمامي مقعر ويتميز بطبعة خشنة سببها غرز العضلة العضدية. يوجد بروز خشن عند ارتباط هذا السطح بالجزء الأمامي للجسم يسمى أحدوبة الزند التي هي موضع غرز جزء من العضلة العضدية؛ يتصل الحبل المائل بالحد الوحشي لهذه الأحدوبة. يمثل السطح الوحشي منخفضًا ضيقًا مستطيلًا متمفصلًا يُسمى الثلمة الكعبرية. أما وظيفة سطحه الإنسي أنه يتصل به جزء من الرباط الجانبي الزندي. يوجد في الجانب الأمامي لهذا السطح بروز دائري لمنشأ رأس واحدة من العضلة المثنية السطحية للأصابع؛ ويوجد خلف البروز منخفض لجزء من منشأ العضلة المثنية العميقة للأصابع؛ وهناك حرف يهبط من البروز ومنه تنشأ رأس واحدة من العضلة الكابة المدورة. وعادةً ما تنشأ العضلة مثنية طويلة لإبهام اليد من الجزء السفلي من الناتئ الإكليلي بمجموعة دائرية من الألياف العضلية.
الثلمة البكرية هي منخفض كبير يكونه الناتئ المرفقي والإكليلي ويتمفصل مع بكرة العضد. في وسط كل جانب من هذه الثلمة يوجد تفرُّض يقلل من حجمها إلى درجة ما، ويوضح الارتباط بين الناتئ المرفقي والإكليلي. الثلمة مقعرة من الأعلى والأسفل ويقسمها حرف أملس، يجري من قمة الناتئ المرفقي حتى طرف الناتئ الإكليلي، إلى جزء إنسي وجزء وحشي. الجزء الإنسي أكبر ومقعر قليلًا عرضيًا؛ والجزء الوحشي محدب من الأعلى ومقعر قليلًا من الأسفل.
الثلمة الكعبرية هي منخفض ضيق مستطيل متمفصل على الجانب الوحشي من الناتئ الإكليلي؛ ويستقر فيها السطح الكفافي المتمفصل لرأس الكعبرة. فهي مقعرة من الأمام للوراء، وتعمل أطرافها البارزة كمكان اتصال للرباط الحلقي.

#### الجسم
الجزء العلوي من جسم الزند على شكل المنشور ومنثنٍ كي يكون محدبًا جهة الخلف والجانب؛ جزؤها المركزي مستقيم وجزؤها السفلي مدور أملس منثنٍ قليلًا جهة الجانب. ويستدق الجسم تدريجيًا من الأعلى إلى الأسفل وله ثلاث حواف وثلاثة أسطح.

#### الحواف
- تبدأ الحافة الراحية (الحافة الأمامي) من الأعلى عند الزاوية الإنسية البارزة من الناتئ الإكليلي وتنتهي في الأسفل أمام الزائدة الإبرية. الجزء العلوي منه محدد جيدًا وجزؤه الأوسط أملس ومدور ويتصل بمنشأ للعضلة المثنية العميقة للأصابع؛ ويتصل ربعها السفلي بمنشأ العضلة الكابة المربعة. يفصل هذا الحد بين السطح الراحي والسطح الإنسي.
- تبدأ الحافة الظهرية (الحافة الخلفية) من الأعلى عند قمة السطح المثلث تحت الجلد عند الجزء الخلفي من الناتئ المرفقي وينتهي في الأسفل عند الجزء الخلفي من الزائدة الإبرية، وهو محدد جيدًا من عند الثلاثة أرباع العليا ويتصل به الوتر العريض الذي يعطي منشًا للعضلة المثنية الزندية للرسغ وللعضلة الزندية الباسطة للرسغ وللعضلة المثنية العميقة للأصابع؛ ربعها السفلي أملس ومدور. تفصل هذه الحافة بين السطح الإنسي والسطح الخلفي.
- يبدأ العرف بين العظمي (الحافة الخارجية أو بين العظمية) من الأعلى عند اتحاد الخطين الذين يتحدان من حواف الثلمة الكعبرية ويحيطان بمساحة مثلثة الشكل بينهما ينشأ منها جزء من العضلة الباسطة؛ وينتهي من الأسفل عند رأس الزند. جزؤه العلوي حاد وربعه السفلي أملس ومدور. يتصل بهذا العرف الغشاء بين العظمي ويفصل ما بين السطح الراحي والسطح الظهري.

### التطور
تتعظم الزند من ثلاثة مراكز تعظم: واحد للجسم وواحد للطرف الرسغي وواحد للطرف المرفقي بالقرب من قمة الناتئ المرفقي. يبدأ التعظم بالقرب من منتصف جسم الزند في ما يقرب من الأسبوع الثامن من الحمل وسرعان ما يمتد خلال الجزء الأكبر من العظمة.
عند الولادة، تكون الأطراف غضروفية. ويظهر مركز عند منتصف الرأس عند السنة الرابعة أو نحوها وسرعان ما يمتد إلى الزائدة الإبرية للزند. ونحو السنة العاشرة، يظهر مركز في الناتئ المرفقي بالقرب من الطرف، ويتكون الجزء الرئيسي من الناتئ عبر تمدد الجسم نحو الأعلى. تتصل المشاشة العليا بالجسم في نحو السادسة عشر أما السفلى فنحو عمر العشرين.

## الوظيفة

### المفاصل
تكون عظمة الزند جزءًا من مفصل الرسغ ومفصل الكوع. وتتمفصل الزند تحديدًا مع:
- بكرة العضد، عند الجانب الأيمن من الكوع بمفصل رزي مع ثلمة بكرية للزند.
- الكعبرة بالقرب من الكوع بمفصل محوري يسمح للكعبرة أن تعبر على الزند أثناء الكب.
- الطرف القاصي من الكعبرة حيث تستقر في الثلمة الزندية.
- الكعبرة بطولها عبر الغشاء بين العظمي الذي يكون المرتبَط.

| العضلة                         | الاتجاه | الإرتكاز |
| عضلة ثلاثية الرؤوس عضدية       | الإدراج | الجانب الأمامي من السطح العلوي للناتئ المرفقي (بواسطة وتر مشترك)                                                            |
| عضلة مرفقية                    | الإدراج | الناتئ المرفقي (الجانب الوحشي)                                                                                              |
| عضلة عضدية                     | الإدراج | السطح الأمامي للناتئ الإكليلاني للزند.                                                                                      |
| عضلة كابة مدورة                | الأصل   | medial surface on middle portion of coronoid process (also shares origin with medial epicondyle of the humerus)             |
| العضلة المثنية الزَّنـْدية للرسغ  | الأصل   | Olecranon process and posterior surface of ulna (also shares origin with medial epicondyle of the humerus)                  |
| العضلة المثنية السطحية للأصابع | الأصل   | Coronoid process (also shares origin with medial epicondyle of the humerus and shaft of the نصف قطر)                        |
| عضلة مثنية عميقة للأصابع       | الأصل   | Coronoid process, anteromedial surface of ulna (also shares origin with the الغشاء بين العظمين)                             |
| عضلة كابة مربعة                | الأصل   | تشريح portion of قائمة مصطلحات تشريح المواضع (طب) ulnar shaft                                                               |
| عضلة زَنـْدية باسطة للرسغ        | الأصل   | Posterior border of ulna (also shares origin with لقيمة العضد الوحشية)                                                      |
| عضلة استلقائية                 | الأصل   | قائمة مصطلحات تشريح المواضع (طب) ulna (also shares origin with lateral epicondyle of the humerus)                           |
| عضلة طويلة مبعدة لإبهام اليد   | الأصل   | Posterior surface of ulna (also shares origin with the posterior surface of the كعبرة)                                      |
| عضلة طويلة باسطة لإبهام اليد   | الأصل   | قائمة مصطلحات تشريح المواضع (طب) زند (also shares origin with the dorsal shaft of the radius and the interosseous membrane) |
| عضلة قصيرة باسطة لإبهام اليد   | الأصل   | Dorsal shaft of ulna (also shares origin with the dorsal shaft of the radius and the interosseous membrane)                 |
| عضلة مخصوصة باسطة للسبابة      | الأصل   | Posterior surface of distal ulna (also shares origin with the interosseous membrane)                                        |

## الأهمية السريرية

### الكسور
من أنواع الكسور الخاصة بعظمة الزند:
- كسر مونتيجيا: كسر الثلث الداني من الزند مع خلع رأس عظمة الكعبرة.
- كسر هوم: كسر الناتئ المرفقي مع خلع أمامي لرأس الكعبرة.

يمكن التعامل مع كسور الزند بالتعامل الواقي عندما يكون الكسر في الثلثين القاصيين متضمنًا العمود فقط دون قِصر بتزوٍ أقل من 10 درجات وخلع أقل من 50%. في مثل هذه الحالات، يجب وضع جبيرة فوق الكوع.

## وصلات خارجية
- Bone and Spine : Musculoskeletal-Anatomy

## صور

عظم الزند مبين باللون الأحمر.
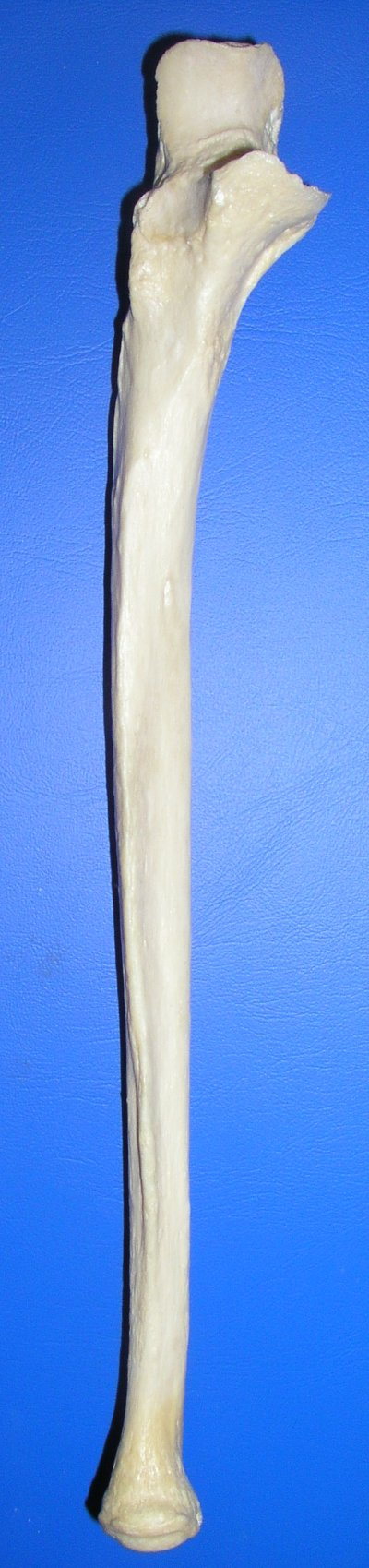
عظمة الزَّنـْد.
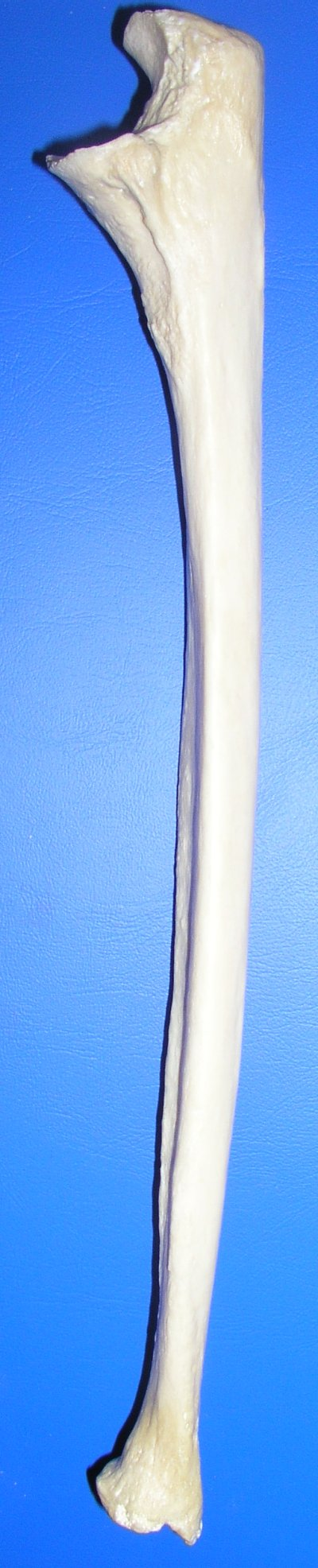
عظمة الزَّنـْد.
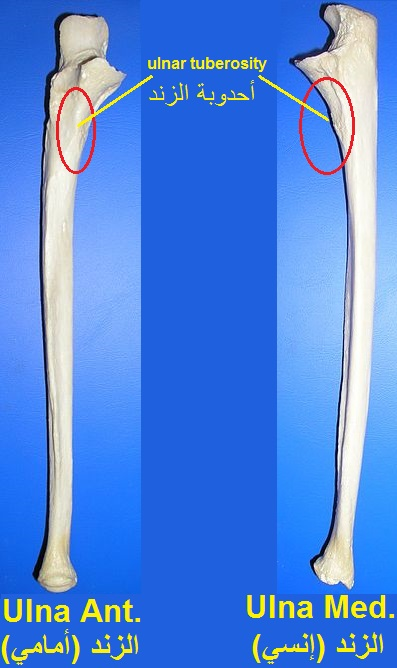
الزند من الأمام و من الجانب الإنسي.
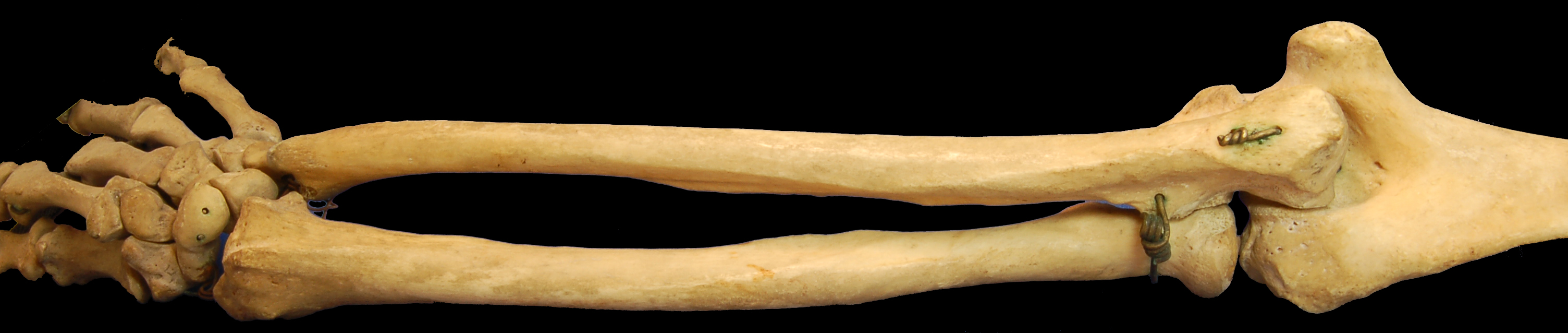
صورة خلفية لعظمة الزَّنـْد.
صورة خلفية للطرف العلوي تظهر بها عظمة الزَّنـْد.
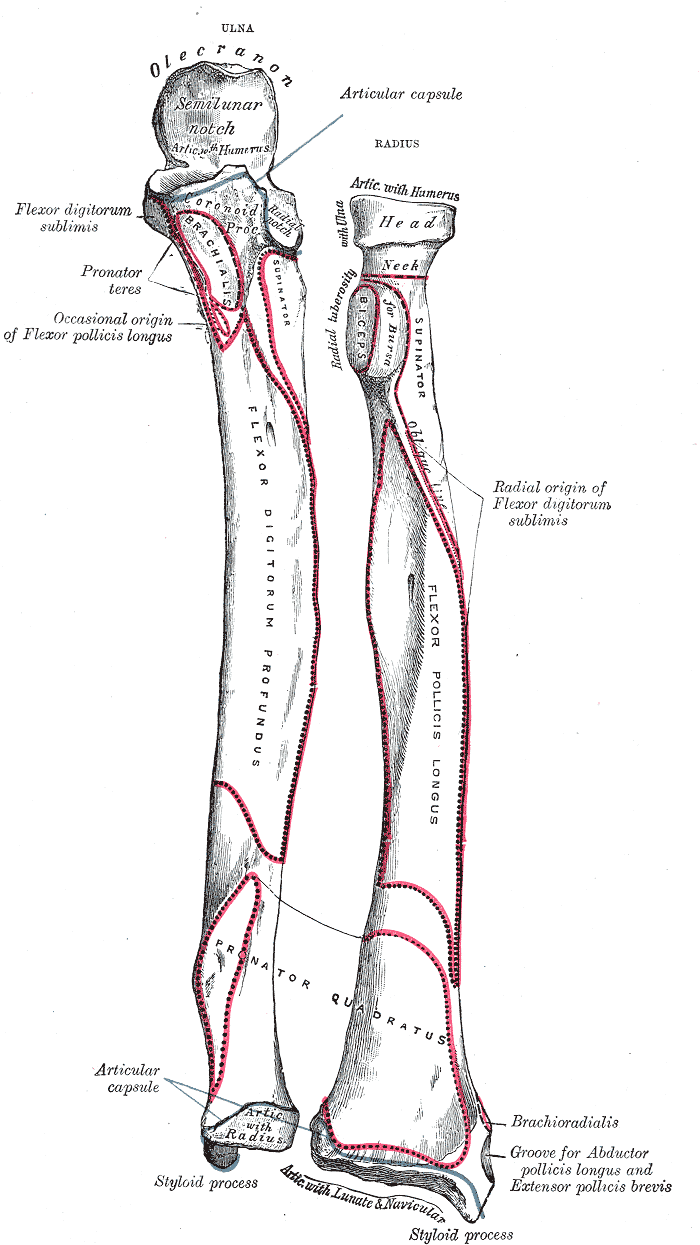
شرايين الساعد.
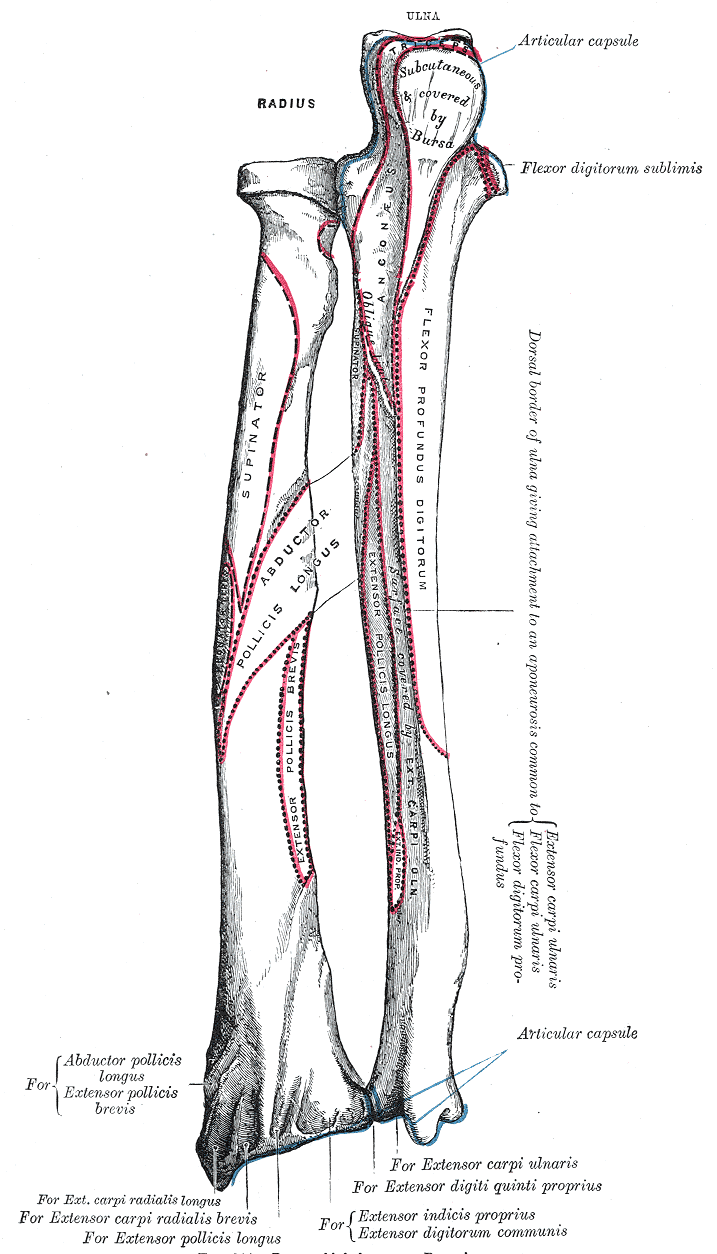
شرايين تقع على عظم الساعد.
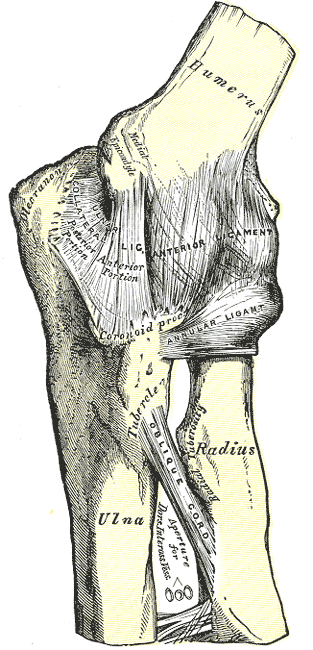
روابط عظمة الزَّنـْد "عرض أمامي".
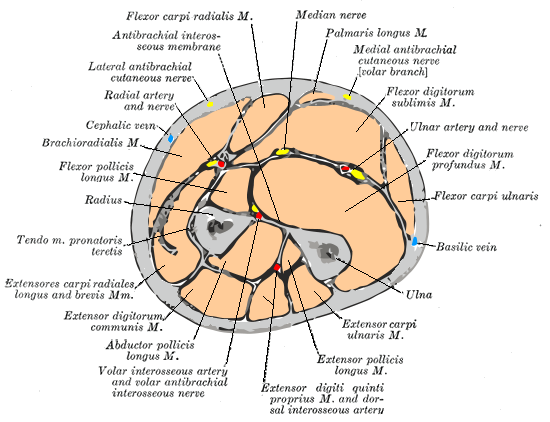
مقطع عرضي على مستوى الساعد تظهر عظمة الزَّنـْد والعضلات التي ترتبط عليها.
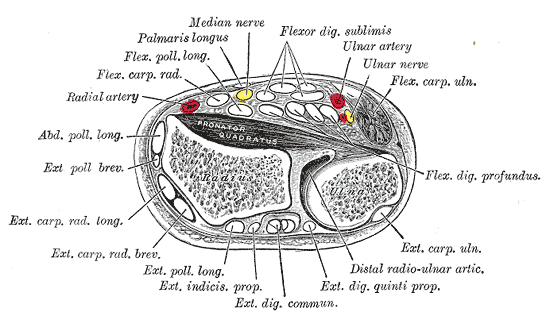
مقطع عرضي على مستوى الساعد.
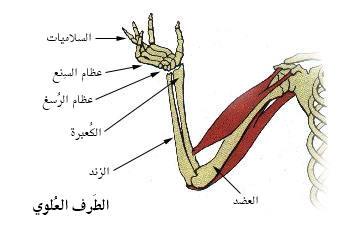
الأطراف العلوية ، وفيها يظهر الزند.